# Diglochis
Diglochis is een geslacht van vliesvleugeligen uit de familie Pteromalidae. De wetenschappelijke naam van dit geslacht is voor het eerst geldig gepubliceerd in 1856 door Förster.

## Soorten
Het geslacht Diglochis omvat de volgende soorten:
- Diglochis crinifrons (Förster, 1841)
- Diglochis occidentalis (Ashmead, 1896)
- Diglochis paludicola Abraham, 1986
- Diglochis sylvicola (Walker, 1835)
- Diglochis terteriani Dzhanokmen, 1979